# Dorothy Percy
Dorothy Percy (Northumberland, 1598 – Penshurst, 20 agosto 1659) è stata una nobile inglese.

## Biografia
Era la figlia maggiore di Henry Percy, IX conte di Northumberland e della prima moglie Lady Dorothy Devereux.
Nel gennaio del 1615 venne data in sposa a Robert Sidney, II conte di Leicester, esponente di una delle famiglie inglesi più importanti del tempo. Il matrimonio portò un forte legame tra Sidney e Algernon Percy, X conte di Northumberland e influenzò le loro carriere politiche.
La coppia ebbe in tutto dodici figli tra cui raggiunsero l'età adulta:
- Dorothy Sidney (1617–1683), moglie di Henry Spencer, I conte di Sunderland;
- Philip Sidney, III conte di Leicester (1619–1697), che sposò Lady Catherine Cecil;
- Henry Sidney, I conte di Romney, morto celibe e senza prole;
- Algernon Sidney, morto celibe e senza prole;
- Robert, morto giovane;
- Lucy (?-1685), sposò Sir John Pelham, III Baronetto.

Dotata di grande intelligenza e senso pratico, durante le lunghe assenze di Sidney Dorothy gestì le grandi proprietà della famiglia ed influenzò le scelte politiche del marito che ricopriva vari incarichi pubblici.
Morì nel 1659 a Penshurst, in una delle dimore principali della famiglia.
La fitta corrispondenza di Dorothy col marito e con altri personaggi legati alla famiglia Sidney sono ancora conservate e offrono uno spaccato della vita familiare e delle relazioni politiche del tempo.

## Ascendenza
|                                           |                  |                                      | Genitori                               |  |  | Nonni |  |  | Bisnonni     |  |  | Trisnonni                                       |  |
|                                           |                  |                                      |                                        |  |  |       |  |  | Thomas Percy |  |  | Henry Algernon Percy, V conte di Northumberland |  |
|                                           |                  |                                      |                                        |  |  |       |  |  | Thomas Percy |  |  | Henry Algernon Percy, V conte di Northumberland |  |
|                                           |                  | Catherine Spencer                    |                                        |  |  |       |  |  | Thomas Percy |  |  |                                                 |  |
| Henry Percy, VIII conte di Northumberland |                  |                                      |                                        |  |  |       |  |  | Thomas Percy |  |  |                                                 |  |
|                                           |                  | Eleanor Harbottle                    | Guiscard Harbottle                     |  |  |       |  |  |              |  |  |                                                 |  |
|                                           |                  | Eleanor Harbottle                    | Guiscard Harbottle                     |  |  |       |  |  |              |  |  |                                                 |  |
|                                           |                  | Eleanor Harbottle                    | Jane Willoughby                        |  |  |       |  |  |              |  |  |                                                 |  |
| Henry Percy, IX conte di Northumberland   |                  | Eleanor Harbottle                    |                                        |  |  |       |  |  |              |  |  |                                                 |  |
|                                           |                  | John Neville, IV barone Latimer      | John Neville, III barone Latimer       |  |  |       |  |  |              |  |  |                                                 |  |
|                                           |                  | John Neville, IV barone Latimer      | John Neville, III barone Latimer       |  |  |       |  |  |              |  |  |                                                 |  |
|                                           |                  | John Neville, IV barone Latimer      | Dorothy de Vere                        |  |  |       |  |  |              |  |  |                                                 |  |
| Catherine Neville                         |                  | John Neville, IV barone Latimer      |                                        |  |  |       |  |  |              |  |  |                                                 |  |
|                                           |                  | Lucy Somerset                        | Henry Somerset, II conte di Worcester  |  |  |       |  |  |              |  |  |                                                 |  |
|                                           |                  | Lucy Somerset                        | Henry Somerset, II conte di Worcester  |  |  |       |  |  |              |  |  |                                                 |  |
|                                           |                  | Lucy Somerset                        | Margaret Courtenay                     |  |  |       |  |  |              |  |  |                                                 |  |
| Dorothy Percy                             |                  | Lucy Somerset                        |                                        |  |  |       |  |  |              |  |  |                                                 |  |
|                                           | Richard Devereux | Walter Devereux, I visconte Hereford |                                        |  |  |       |  |  |              |  |  |                                                 |  |
|                                           | Richard Devereux | Walter Devereux, I visconte Hereford |                                        |  |  |       |  |  |              |  |  |                                                 |  |
|                                           | Richard Devereux | Mary Grey                            |                                        |  |  |       |  |  |              |  |  |                                                 |  |
| Walter Devereux, I conte di Essex         | Richard Devereux |                                      |                                        |  |  |       |  |  |              |  |  |                                                 |  |
|                                           |                  | Dorothea Hastings                    | George Hastings, I conte di Huntingdon |  |  |       |  |  |              |  |  |                                                 |  |
|                                           |                  | Dorothea Hastings                    | George Hastings, I conte di Huntingdon |  |  |       |  |  |              |  |  |                                                 |  |
|                                           |                  | Dorothea Hastings                    | Anne Stafford                          |  |  |       |  |  |              |  |  |                                                 |  |
| Dorothy Devereux                          |                  | Dorothea Hastings                    |                                        |  |  |       |  |  |              |  |  |                                                 |  |
|                                           |                  | Francis Knollys                      | Robert Knollys                         |  |  |       |  |  |              |  |  |                                                 |  |
|                                           |                  | Francis Knollys                      | Robert Knollys                         |  |  |       |  |  |              |  |  |                                                 |  |
|                                           |                  | Francis Knollys                      | Lettice Penystone                      |  |  |       |  |  |              |  |  |                                                 |  |
| Lettice Knollys                           |                  | Francis Knollys                      |                                        |  |  |       |  |  |              |  |  |                                                 |  |
|                                           |                  | Catherine Carey                      | William Carey                          |  |  |       |  |  |              |  |  |                                                 |  |
|                                           |                  | Catherine Carey                      | William Carey                          |  |  |       |  |  |              |  |  |                                                 |  |
|                                           |                  | Catherine Carey                      | Mary Boleyn                            |  |  |       |  |  |              |  |  |                                                 |  |
|                                           |                  | Catherine Carey                      |                                        |  |  |       |  |  |              |  |  |                                                 |  |